# Římskokatolická farnost Jalubí
Římskokatolická farnost Jalubí je územní společenství římských katolíků s farním kostelem svatého Jana Křtitele v děkanátu Uherské Hradiště.

## Historie farnosti
První písemná zmínka o obci pochází z roku 1265. Jalubí náleželo panství velehradského kláštera a bylo tudíž úzce spjato s jeho osudem. První kostel byl postaven již ve 14. století Cisterciáky z Velehradu ve slohu gotickém. Kostel byl v lednu 1421 zničen moravskými husity. Po bouřích husitských opatové z nouze osady prodávali nebo je dávali do zástavy. Nový farní kostel, zasvěcený sv. Janu Křtiteli, byl dostavěn v roce 1763. Benedikován byl posledním opatem velehradským Filipem Martinem Zurym 9. října 1764.
Velké opravy ve farním kostele byly prováděny v letech 1888 – 1890. V září 1888 strhla vichřice šindelovou střechu věže. Shnilá vazba byla nahrazena novou a střecha byla oplechována pozinkovaným plechem.

## Duchovní správci
Přehled duchovních správců je znám od roku 1711. Od července 2013 byl farářem R. D. Mgr. Vojtěch Daněk. Toho od července 2017 vystřídal jako administrátor R. D. Mgr. Pavel Jagoš. Po smrti Pavla Jagoše 13. 9. 2020 se stal novým administrátorem farář P. Mgr. Pawel Bilinski.

## Bohoslužby
| Kostel                | Místo  | Bohoslužba (den)    | Hodina             | Poznámka     |
| --------------------- | ------ | ------------------- | ------------------ | ------------ |
| svatého Jana Křtitele | Jalubí | neděle středa pátek | 8.00 a 10:30 18.00 | farní kostel |

## Aktivity ve farnosti
Pravidelně se konají duchovní obnovy, setkání společenství, výuka náboženství, při bohoslužbách zpívá schola mládeže i chrámový sbor.
Ve farnosti se pravidelně pořádá tříkrálová sbírka. V roce 2017 dosáhl výtěžek sbírky v Jalubí 40 854 korun.
V říjnu 2016 uděloval ve farnosti svátost biřmování arcibiskup Jan Graubner.